# Gare de Berzée
La gare de Berzée est une gare ferroviaire belge de la ligne 132 de La Sambre à Mariembourg, située au centre du village de Berzée sur le territoire de la commune de Walcourt dans la province de Namur.
C'est une halte voyageurs de la Société nationale des chemins de fer belges (SNCB) desservie par des trains Suburbains (S64) et d’Heure de pointe (P).

## Situation ferroviaire
Établie à 152 mètres d'altitude, la gare de Berzée est située au point kilométrique (PK) 15,700 de la ligne 132 de La Sambre à Mariembourg, entre les gares de Cour-sur-Heure et de Pry. 
Ancienne gare d'embranchement elle était également située au PK 6,9 de la ligne 111 de Thuillies à Laneffe (fermée et déposée), entre les gares de Thuillies et de Thy-le-Château.

## Histoire

### Mise en service
La ligne 132, en ce y compris la section située à Berzée, est construite en juillet 1845 sous la direction de la Société du chemin de fer de l'Entre-Sambre-et-Meuse. Ce tronçon, de Marchienne-au-Pont à Walcourt, est inauguré le 1er décembre 1848.
Le but de cette ligne était de faire correspondre la Sambre à la Meuse en passant par la vallée de l'Eau d'Heure, afin d'assurer le transport des minerais, pierres calcaires et autres vers les sites industriels du grand Charleroi ou de la France, et inversement d'acheminer le fruit du charbonnage de Charleroi et ses environs vers le sud. On répertoriait à l'époque pour Berzée: des carrières de marbre (probablement de pierres calcaires), deux hauts fourneaux, une platinerie et un moulin.
Parallèlement à la ligne 132 à double voie reliant Charleroi à Walcourt en passant par Berzée, est construite la ligne 111, reliant Berzée à Laneffe en voie unique. Cet embranchement est destiné à des convois tirés par des chevaux. Ainsi, le 29 novembre 1848, un contrat est signé avec Édouard Gilbert, de Thy-le-Château, qui prendra en charge le trafic.
Le 2 octobre 1960, le service voyageur est fermé sur cette ligne, alors que celui de la ligne 132 continue. En 1989, le transport de fret entre Thy-le-Château et Berzée est supprimé.
Le 1er juillet 1864, la société anonyme du chemin de fer de l'Entre-Sambre-et-Meuse fusionne et intègre les Sociétés de l'Est belge et d'Anvers-Rotterdam. Elle devient la compagnie du Grand Central Belge. Le 1er janvier 1897, cette dernière est absorbée par l’État belge. Ces sociétés reprendront successivement la gestion de la gare de Berzée.
Le 30 avril 1869, le Ministre des travaux publics Jamar autorise la construction d'un « bâtiment définitif des recettes ». L'autorisation est simultanément donnée pour les gares de Ham-sur-Heure, Jamioulx et Morialmé. Concernant Berzée, il a été imposé la réalisation d'un auvent tout le long du bâtiment, ainsi que d'une habitation pour le chef de gare. Cette partie de la gare, agrémentée plus tard d'un second étage, est détruite dans les années 1970.

### Le bâtiment de la gare
Ce vaste bâtiment est dû à la compagnie du Grand Central Belge qui mit au point un modèle de gare standard pour remplacer des anciennes gares trop exiguës ou créer de nouvelles gares dans des localités qui n’en possédaient pas encore. 15 de ces gares furent construites et celles de Ham-sur-Heure, Tilly, Jamioulx et Ransart étaient identiques à celle de Berzée.
Il s’agit d’un long bâtiment sans étage comprenant entre 8 et 26 travées selon les besoins (la gare de Berzée en comporte 10) sous bâtière longitudinale qui se verra parfois gratifié d’un second étage de deux ou trois travées sous toiture à croupes servant de logement de fonction (celle de Berzée a reçu un second étage de deux travées, adjugé en 1913 et désormais démoli).
Le pignon est recouvert de rampants de pierre et il existe des motifs en ferronnerie sur les crossettes et le pinacle ainsi qu’un oculus largement dimensionné et entouré de pierre surplombe un bandeau de pierre sous lequel se prolonge le fronton des parois longitudinales. Ce fronton est décoré d'une frise en briques munie d'arceaux et chaque travée des parois longitudinales est bordée par un lésène de brique aux motif de bande lombarde caractéristique du Grand Central Belge. Un cordon de pierre court au niveau des seuils des fenêtres du rez-de-chaussée. Les arcs bombés des ouvertures (qui sont toutes des portes sauf au niveau du logement de fonction qui se trouve à une extrémité) sont surmontés d'une clé en pierre et il existe des pilastres d'angle en brique à bossages de pierre.

### Extensions
Le 25 janvier 1875, le tronçon de la ligne 111 entre Berzée et Thuillies, long de 7,4 km est mis en service. Le 2 octobre 1960, la circulation sur cette section est fermée. La voie ferrée est démantelée dans les années 1990 - 1991.
En 1880 le site ferroviaire de la gare est élargi, obligeant de ce fait à modifier l'itinéraire de l'eau d'heure passant à proximité.
À son expansion maximale, la gare de Berzée comportait cinq voies à quai pour le service voyageurs et sept voies réservées au transport de marchandises.
À la fin du XIXe siècle, une passerelle piétonne surplombant les voies est établie. Une version moderne et raccourcie de celle-ci existe toujours en 2015. Dans les années 1930, un château d'eau permettant l'alimentation des motrices à vapeur est construit. Il est démonté en mai 1992.

### le XXe siècle
En février 1981, la fréquentation de la gare est de 295 voyageurs par jour. Le personnel de la gare compte en 1996 4 employés, il en comptait 17 en 1950, 11 en 1961 et approximativement 100 avant la Seconde Guerre mondiale.

## Service des voyageurs

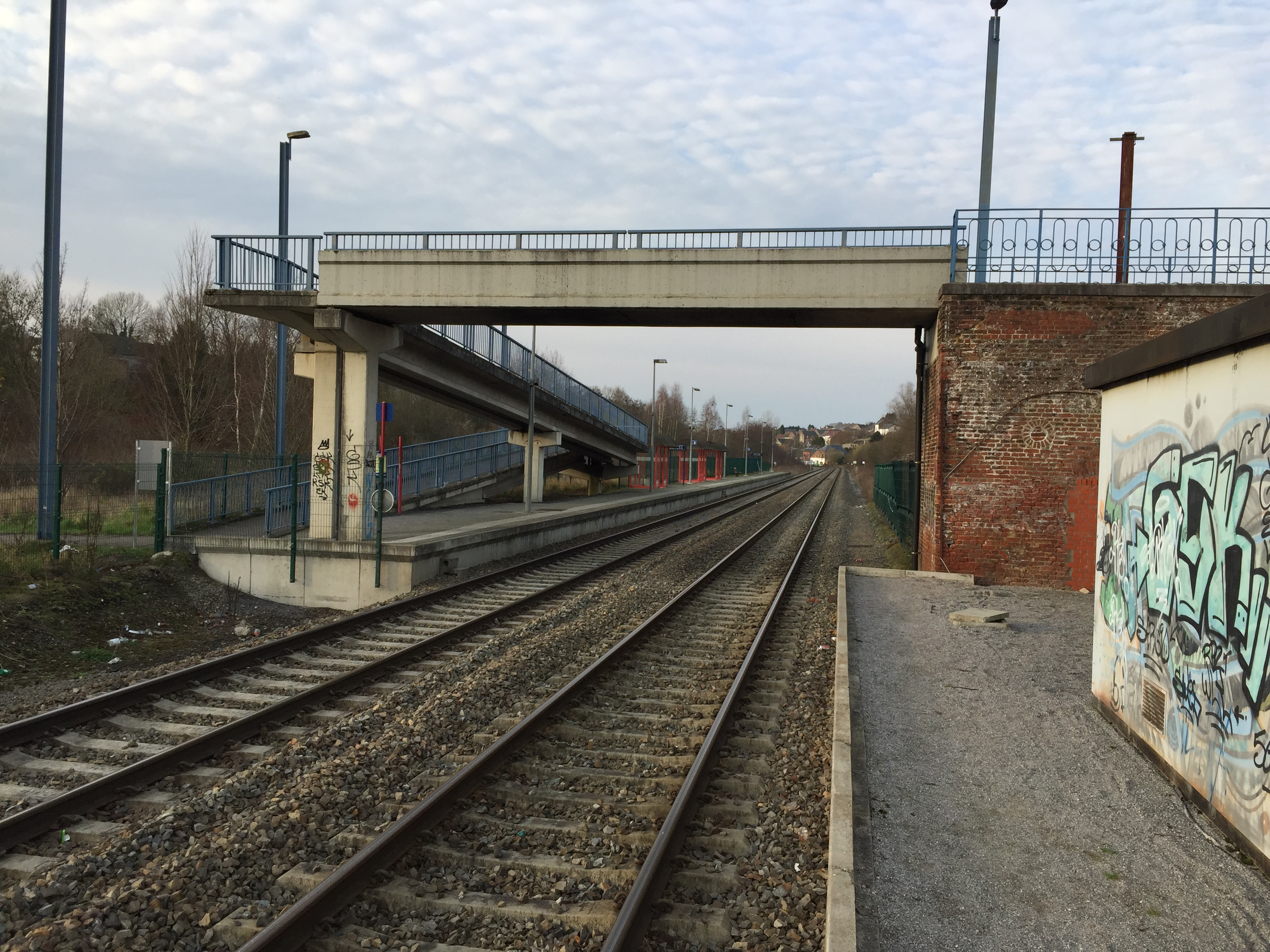
La passerelle au dessus des voies

### Desserte
Berzée est desservie par des trains Suburbains (S64) ou d’Heure de pointe (P) de la ligne 132 de la SNCB circulant sur la ligne commerciale 132 : Charleroi - Couvin.
En semaine, la desserte, semi-cadencée, comporte des trains S64 circulant entre Charleroi-Central et Couvin renforcés par :
- trois trains P et un S64 supplémentaire entre Couvin et Charleroi-Central (le matin) ;
- deux trains P entre Walcourt et Charleroi-Central (le matin) ;
- deux trains P entre Charleroi-Central et Couvin (le matin) ;
- un train S64 entre Couvin et Charleroi-Central (l’après-midi) ;
- un train P entre Charleroi-Central et Walcourt (l’après-midi) ;
- un train P et un S64 supplémentaire entre Charleroi-Central et Couvin (l’après-midi) ;
- un train P entre Couvin et Charleroi-Central deux trains P entre Charleroi-Central et Couvin (en début de soirée) ;
- un train S64 supplémentaire entre Couvin et Charleroi-Central (le soir).

Les week-ends et jours fériés, la desserte est cadencée toutes les deux heures dans chaque sens et est constituée de trains S64 reliant Charleroi-Central à Couvin.

## Comptage voyageurs
Le graphique et le tableau montrent le nombre de passagers qui en moyenne embarquent durant la semaine, le samedi et le dimanche.
| Nombre de voyageurs qui embarquent à la gare de Berzée | Nombre de voyageurs qui embarquent à la gare de Berzée | Nombre de voyageurs qui embarquent à la gare de Berzée | Nombre de voyageurs qui embarquent à la gare de Berzée |
|                                                        | Semaine                                                | Samedi                                                 | Dimanche                                               |
| ------------------------------------------------------ | ------------------------------------------------------ | ------------------------------------------------------ | ------------------------------------------------------ |
| 1977                                                   | 312                                                    | 72                                                     | 53                                                     |
| 1978                                                   | 320                                                    | 86                                                     | 39                                                     |
| 1979                                                   | 283                                                    | 88                                                     | 53                                                     |
| 1980                                                   | 265                                                    | 87                                                     | 62                                                     |
| 1981                                                   | 258                                                    | 98                                                     | 72                                                     |
| 1982                                                   | 283                                                    | 98                                                     | 63                                                     |
| 1983                                                   | 271                                                    | 64                                                     | 48                                                     |
| 1984                                                   | 261                                                    | 69                                                     | 46                                                     |
| 1985                                                   | 321                                                    | 77                                                     | 54                                                     |
| 1986                                                   | 220                                                    | 49                                                     | 33                                                     |
| 1987                                                   | 231                                                    | 53                                                     | 61                                                     |
| 1988                                                   | 236                                                    | 56                                                     | 45                                                     |
| 1989                                                   | 274                                                    | 47                                                     | 40                                                     |
| 1990                                                   | 201                                                    | 45                                                     | 42                                                     |
| 1991                                                   | 249                                                    | 45                                                     | 33                                                     |
| 1992                                                   | 223                                                    | 64                                                     | 35                                                     |
| 1993                                                   | 235                                                    | 38                                                     | 38                                                     |
| 1994                                                   | 190                                                    | 43                                                     | 40                                                     |
| 1995                                                   | 156                                                    | 44                                                     | 27                                                     |
| 1996                                                   | 161                                                    | 34                                                     | 19                                                     |
| 1997                                                   | 208                                                    | 33                                                     | 22                                                     |
| 1998                                                   | 188                                                    | 35                                                     | 26                                                     |
| 1999                                                   | 159                                                    | 30                                                     | 20                                                     |
| 2000                                                   | 168                                                    | 32                                                     | 19                                                     |
| 2001                                                   | 155                                                    | 28                                                     | 18                                                     |
| 2002                                                   | 175                                                    | 28                                                     | 18                                                     |
| 2003                                                   | 245                                                    | 32                                                     | 27                                                     |
| 2004                                                   | 245                                                    | 22                                                     | 20                                                     |
| 2005                                                   | 249                                                    | 32                                                     | 17                                                     |
| 2006                                                   | 273                                                    | 29                                                     | 31                                                     |
| 2007                                                   | 246                                                    | 29                                                     | 28                                                     |
| 2008                                                   | -                                                      | -                                                      | -                                                      |
| 2009                                                   | 232                                                    | 26                                                     | 22                                                     |
| 2010                                                   | -                                                      | -                                                      | -                                                      |
| 2011                                                   | -                                                      | -                                                      | -                                                      |
| 2012                                                   | 237                                                    | 27                                                     | 43                                                     |
| 2013                                                   | 250                                                    | 30                                                     | 31                                                     |
| 2014                                                   | 280                                                    | 25                                                     | 33                                                     |
| 2015                                                   | 193                                                    | 33                                                     | 23                                                     |
| 2016                                                   | 184                                                    | 31                                                     | 40                                                     |
| 2017                                                   | 217                                                    | 34                                                     | 38                                                     |
| 2018                                                   | 187                                                    | 32                                                     | 48                                                     |
| 2019                                                   | 132                                                    | 28                                                     | 25                                                     |
| 2020                                                   | 132                                                    | 19                                                     | 20                                                     |
| 2021                                                   | -                                                      | -                                                      | -                                                      |
| 2022                                                   | 124                                                    | 26                                                     | 30                                                     |
| 2023                                                   | 133                                                    | 30                                                     | 44                                                     |
| 2024                                                   | 122                                                    | 28                                                     | 30                                                     |

## Patrimoine ferroviaire

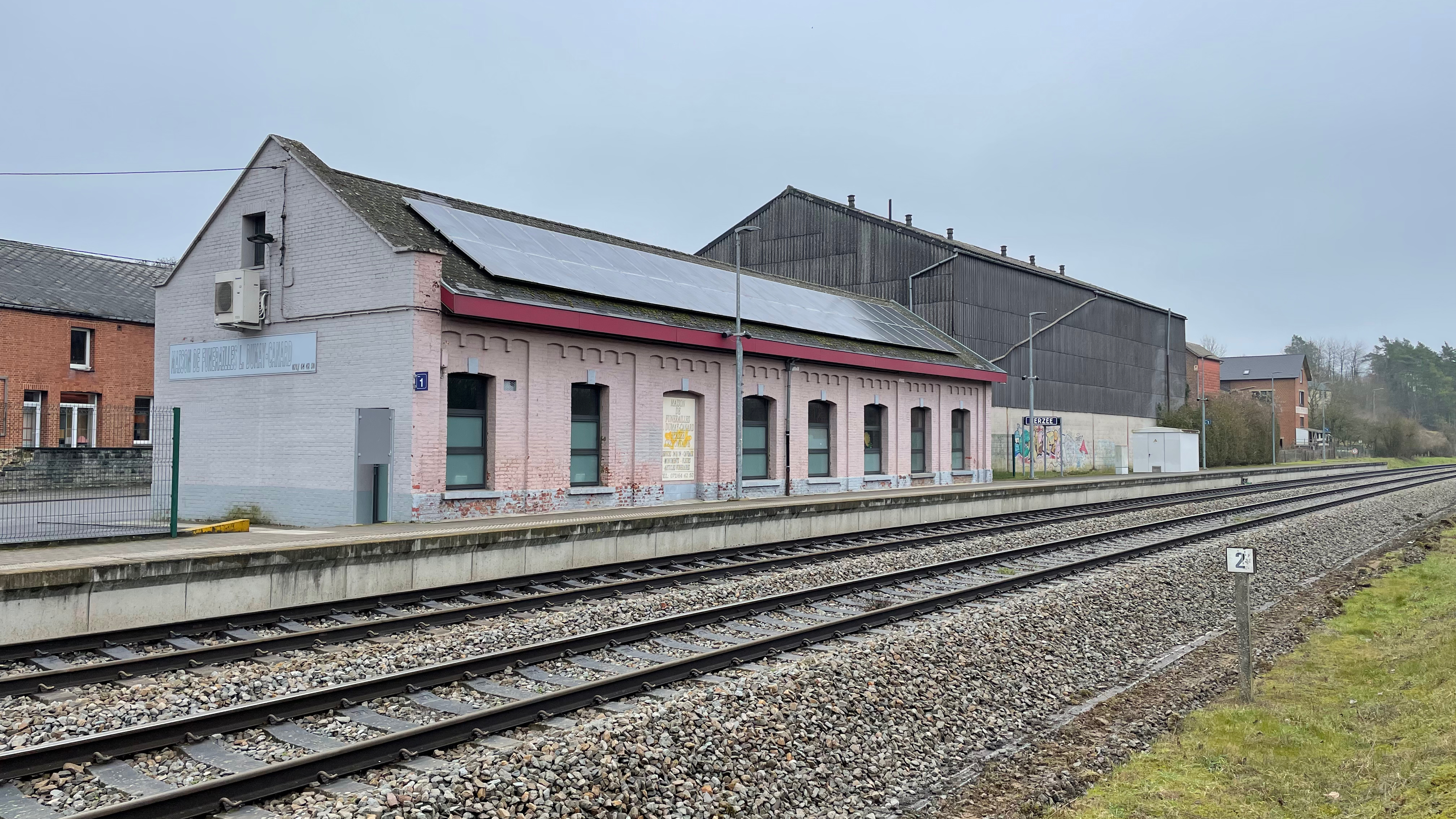
Aile subsistante du bâtiment.

L'ancien bâtiment des voyageurs est réaffecté en funérarium.
Plusieurs gares de cette famille construites par le Grand Central Belge ont depuis été démolies ou sont l’abandon. Parmi celles qui existent toujours se trouvent les gares de Ham-sur-Heure et Jamioulx sur la ligne 132. La première, après avoir été ruinée par un incendie, a été restaurée et sert de logement social tandis que la seconde a été réhabilitée en espace de rencontres et salle d’exposition.